# Dasyhelea hondurensis
Dasyhelea hondurensis är en tvåvingeart som beskrevs av Gustavo R. Spinelli och Wirth 1984. Dasyhelea hondurensis ingår i släktet Dasyhelea och familjen svidknott.
Artens utbredningsområde är Belize. Inga underarter finns listade i Catalogue of Life.